# Balogunyom, Vas
Balogunyom  este un sat în districtul Szombathely, județul Vas, Ungaria, având o populație de 1.187 de locuitori (2011). 

## Demografie
Componența etnică a satului Balogunyom
     Maghiari (97,2%)
     Germani (1,77%)
     Necunoscut (0,37%)
     Croați (0,65%)
     Alții (0,37%)
Componența confesională a satului Balogunyom
     Romano-catolici (69,42%)
     Fără religie (3,88%)
     Luterani (1,77%)
     Reformați (1,1%)
     Necunoscută (23,42%)
     Atei (0,42%)
     Alte religii (1,6%)
Conform recensământului din 2011, satul Balogunyom avea 1.187 de locuitori. Din punct de vedere etnic, majoritatea locuitorilor (97,2%) erau maghiari, cu o minoritate de germani (1,77%). Apartenența etnică nu este cunoscută în cazul a 0,37% din locuitori.  Din punct de vedere confesional, majoritatea locuitorilor (69,42%) erau romano-catolici, existând și minorități de persoane fără religie (3,88%), luterani (1,77%) și reformați (1,1%). Pentru 23,42% din locuitori nu este cunoscută apartenența confesională.